# 李君庆
李君庆（9世纪—899年），唐朝末年河东节度使李克用部将。
唐昭宗景福元年（892年）八月，李克用北巡至天宁军，得知卢龙节度使李匡威、前大同军节度使吐谷浑首领赫连鐸率兵八万想夺回大同军治所云州，就派李君庆从河东军部并州出兵，李克用潜入新城，伏兵于神堆，擒获吐谷浑逻骑三百；李匡威等大惊。李君庆率大军赶到，李克用进入云州，出击大破李匡威等，李匡威等烧营而遁，河东军追杀直到天成军，斩获不可胜计。
光化二年（899年）五月，李克用遣蕃、汉马步都指挥使李君庆率军攻打叛投宣武军节度使朱全忠的昭义军节度使李罕之，攻打泽州，围攻军部潞州。朱全忠出屯河阳，遣其将张存敬相救，又遣丁会率军后继，大破河东军，李君庆解围而去。李克用鸩杀李君庆，又诛杀其裨将伊审、李弘袭，改以李嗣昭为蕃、汉马步都指挥使，代之攻潞州。
另外，晚唐卢龙军节度使张仲武麾下有随其抵御回鹘的裨将李君庆，乾宁初年曾有扈跸都将李君庆与捧日都将李筠护卫昭宗出奔，或系同名同姓。